# 日進市立相野山小学校
日進市立相野山小学校（にっしんしりつ あいのやましょうがっこう）は、愛知県日進市北新町にある公立小学校。

## 概要
- 日進市北部の小学校であり、校区は藤島町（長塚の一部）、岩崎町（平池の一部、阿良池の一部）、岩藤町（七ツ塚の一部、長田の一部、夏焼の一部、一ノ井、大清水、一ノ廻間）、北新町（林、池下、北鶯、金萩、福井、東口論義、西口論義、大洞、南鶯、殿ケ池上、殿ケ池中、黒砂雲、生出し、殿ケ池下、薬師池西、二段場、薬師池、惣助西、平池の一部、狐塚の一部、 八幡西の一部、相野山の一部、東相野山）、五色園であり、公立中学校に進学する場合は日進市立日進東中学校に進学する[1]。

## 沿革
- 1978年（昭和53年）
  - 4月1日 - 日進町立相野山小学校として開校する。
  - 6月24日 - 校舎が完成する。
  - 8月11日 - プールが完成する。
- 1979年（昭和54年）3月5日 - 体育館が完成する。
- 1994年（平成6年）10月1日 - 日進町が市制施行し、日進市が発足。同時に日進市立相野山小学校に改称する。

## 交通アクセス
- 名鉄バス岩藤線【72系統・73系統】「かえで台」バス停より徒歩約8分。

名古屋市営地下鉄東山線 星ヶ丘駅より【72系統・73系統】五色園行
- くるりんばす五色園線「相野山福祉会館」バス停より徒歩約5分。

## 周辺施設
- 日進市立北小学校
- 愛知学院大学日進キャンパス
- 日進市総合運動公園
- ハイランド白山幼稚園
- 北新田保育園
- 東名高速道路・名古屋瀬戸道路日進JCT